# Pandanus isalicus
Pandanus isalicus är en enhjärtbladig växtart som beskrevs av Huynh. Pandanus isalicus ingår i släktet Pandanus och familjen Pandanaceae.
Artens utbredningsområde är Madagaskar. Inga underarter finns listade.